# Arthur Hilton
Karl Arthur Hilton, född Karl Artur Hilton 26 september 1901 i Stockholm, död 1 maj 1963 i Hedvig Eleonora församling i Stockholm, var en svensk operadirektör och skådespelare.
Han var mellan 1931 och 1947 gift med operasångaren Helga Görlin. Hilton är begravd på Norra begravningsplatsen utanför Stockholm.

## Filmografi
- 1959 – För katten